# Tony Award
Antoinette Perry Awards for Excellence in Theatre, bedre kendt som Tony Awards, er en amerikansk teaterpris som uddeles af American Theatre Wing og League of American Theatres and Producers. Prisene bliver uddelt årlig i New York.

## Vinderliste
En liste over historiske vindere af Tony Awards findes på infoplease.com. 

## Fodnoter
1. ↑  List of Tony winners

## Ekstern henvisning
- Tony Awards – officielt website Arkiveret 5. januar 2009 hos  Wayback Machine

| Pris | Spire Denne artikel om priser eller udmærkelser er en spire som bør udbygges. Du er velkommen til at hjælpe Wikipedia ved at udvide den. |